# Comuna Novi Mlînî, Snovsk
Novi Mlînî (în ucraineană Нові Млини) este o comună în raionul Snovsk, regiunea Cernihiv, Ucraina, formată din satele Losieva Sloboda și Novi Mlînî (reședința).

## Demografie
Componența lingvistică a comunei Novi Mlînî
     Ucraineană (97,9%)
     Rusă (2,1%)
Conform recensământului din 2001, majoritatea populației comunei Novi Mlînî era vorbitoare de ucraineană (97,9%), existând în minoritate și vorbitori de rusă (2,1%).